# Анайбан, Зоя Васильевна
Зоя Васи́льевна Анайбан (род. 20 апреля 1953) — российский этнолог и этносоциолог, доктор исторических наук, ведущий научный сотрудник Института востоковедения РАН.

## Биография
З. В. Анайбан родилась в с. Хут Пий-Хемского района Тувинской АССР. С 1970 по 1975 г. училась на гуманитарном факультете Новосибирского государственного университета. Окончив университет, устроилась работать в сектор истории Тувинского научно-исследовательского института языка, литературы и истории (ныне ТИГПИ) младшим научным сотрудником. В 1981 г. поступила в очную аспирантуру Института этнографии АН СССР. В 1984 г. защитила кандидатскую диссертацию на тему «Тенденции развития этноязыковых процессов в Туве». С 1984 по 1992 она — старший научный сотрудник и заведующая сектором социологии. С 1992 по 1995 г. — заведующая сектором истории. Была участником и руководителем многих научных исследований и социологических опросов, проводимых ТНИИЯЛИ совместно с учеными Москвы, Новосибирска. Характеристика исследований была по следующим программам: «Тенденции развития межнациональных отношений в Туве», «Предвыборная и послевыборная ситуация в России», Социокультурные факторы экономического развития Республики Тыва", «Национальное самосознание, национализм и регулирование конфликтов в Российской Федерации», «Этнополитические представления молодежи. Формирование и функционирование». Проводились совместно с Центром социологических исследований МГУ им. М. В. Ломоносова. В 1996 г. поступила в докторантуру Института этнологии и антропологии РАН. В 1999 г. защитила докторскую диссертацию на тему «Социально-экономические факторы межэтнической напряженности в Республике Тыва в 90-е годы».
Зоя Васильевна Анайбан в настоящее время живёт и работает в Москве, однако продолжает заниматься социально-экономическими, этносоциальными проблемами Тувы, Хакасии, Юга Сибири. Муж — Михаил Сергеевич Козлов. Сын — Сергей — выпускник академии имени Плеханова.

## Основные публикации
Монографии:
- Современная Тува: социокультурные и этнические процессы. Новосибирск: Наука, 1995. — 8,0 п.л. (в соавторстве с Г. Ф. Балакиной);
- Республика Тыва. Модель этнологического мониторинга. М. 1997;
- Формирование этнополитической ситуации. Т 1. Очерки по истории постсоветской Тувы. М. 1999 (26,5 п.л.). (в соавторстве с М. Н. Губогло и М. С. Козловым);
- Республика Тыва. От романтизма к реализму (The Republic of Tuva. From romanticism to realism) (на англ. яз.). Армонк, Нью-Йорк. 1999;
- Женщины Тувы и Хакасии в период российских реформ. М. 2005;
- Этнокультурная адаптация населения Южной Сибири (современный период). М. 2008. — 10,5 п.л. (в соавторстве с С. П. Тюхтеневой);
- Молодежь Тувы и Хакасии в XXI веке. Этносоциологические очерки. М.: Издательство МБА. 2017 .

Статьи:
- Формирование тувинской интеллигенции // Великий Октябрь и проблемы новейшей истории Тувы. Кызыл, 1977;
- Тувинско-русское двуязычие: итоги и перспективы развития // Русский язык в Туве. Кызыл, 1985;
- Взаимодействия этноязыковых и этнокультурных процессов в Туве // Культура тувинцев: традиции и современность. Кызыл, 1989;
- Социально-психологические аспекты межнациональных отношений в Туве // Всесоюзная научная сессия по итогам этнографических и антропологических исследований 1990—1991 г.г. Алма-Ата, 1991;
- Республика Тыва: поиски новой этнической идентичности // III Конгресс этнографов и антропологов России. Тезисы докладов. 8-11 июня 1999 г;
- Влияние социально-экономических преобразований в России на положение женщин в обществе (на рус. и англ. яз.) // Международный конгресс востоковедов в Москве. 16-21 августа 2004 г;
- Социально-экономические условия адаптации населения Южной Сибири // Южная Сибирь в эпоху перемен: адаптационные возможности населения. М. 2007;
- Этнические процессы в современной Республике Тыва/Тува: 1990—2007 г.г. (в соавторстве с Б.Донахо и В. И. Харитоновой // Тюркские народы Восточной Сибири. М.: Наука. 2008;
- Социально-экономическая ситуация в регионах Южной Сибири (1,2 п.л.) // Центральная Азия и Южная Сибирь. М. 2008;